# Domašov u Šternberka
Domašov u Šternberka (en allemand : Domeschau) est une commune du district et de la région d'Olomouc, en Tchéquie. Sa population s'élevait à 343 habitants en 2023.

## Géographie
Domašov u Šternberka se trouve à 4 km au sud-est de Šternberk, à 14 km au nord-est d'Olomouc, à 68 km à l'ouest-sud-ouest d'Ostrava et à 213 km à l'est-sud-est de Prague.
La commune est limitée par le quartier Lipina de Šternberk au nord, par Hraničné Petrovice, Jívová et Dolany à l'est, par Bělkovice-Lašťany au sud et au sud-ouest, et par Šternberk à l'ouest.

## Histoire
La première mention écrite de la localité date de 1220.

## Transports
Par la route, Domašov u Šternberka se trouve à 5,2 km de Šternberk, à 22 km d'Olomouc et à 253 km de Prague.